# Eublemma albivia
Eublemma albivia is een vlinder van de familie van de spinneruilen (Erebidae). De wetenschappelijke naam van deze soort is voor het eerst voorgesteld door George Francis Hampson in een publicatie uit 1914.
De soort komt voor in Ethiopië, Ghana, Nigeria, Tanzania en Malawi.